# Храм Петра и Павла в Лефортове
Храм Петра и Павла в Лефортове (Петропавловская церковь в Солдатской слободе) — приходской православный храм в Лефортовском районе Москвы. Относится к Петропавловскому благочинию Московской епархии Русской православной церкви.
Настоятель храма — архимандрит Алексий (Вылажанин).
При храме действует воскресная школа для детей и взрослых.

## История

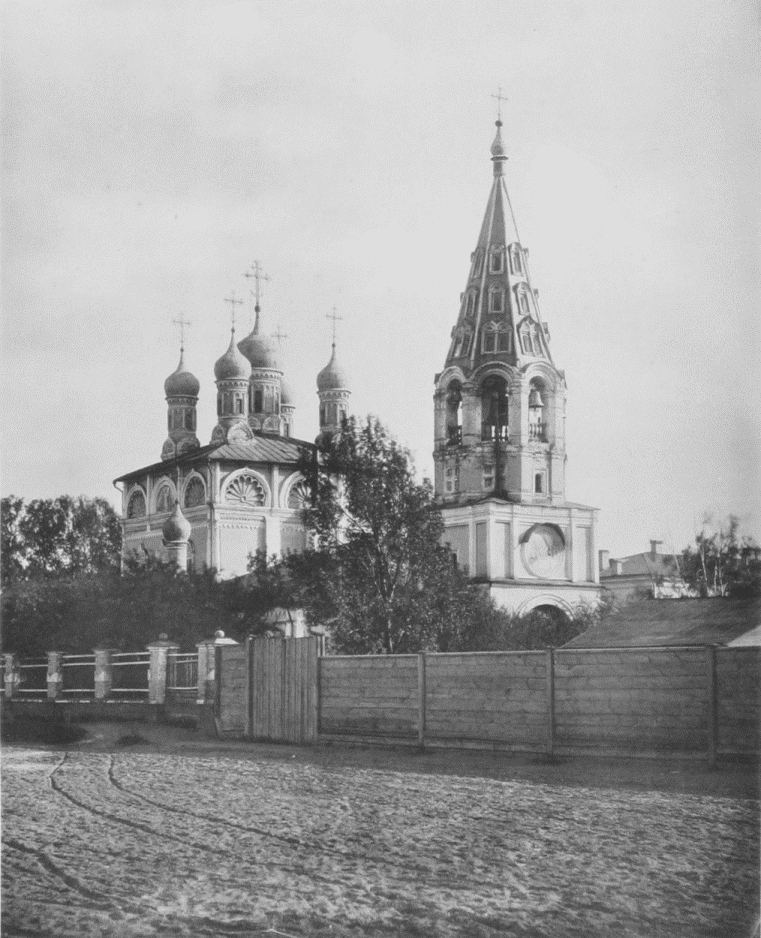
Фотография из альбома Николая Найденова. 1882 год

В 1613 году храм был освящён в честь Николая Чудотворца при участии царя Михаила Фёдоровича Романова.
В 1696 году храм перестроили (по инициативе полковника Франца Лефорта) и заложили деревянную церковь для солдат 1-го Московского полка, освящённую в честь апостолов Петра и Павла.
В 1711 году на месте деревянной церкви построен нынешний каменный храм.

### В XX веке
В советское время храм не закрывался, сохранились колокола.
В 1991 году был освящён небольшой крестильный храм Архангела Михаила, в 2000 году — часовня с распятием Иисуса Христа.
На Введенском кладбище действует приписанная к храму часовня, переоборудованная из фамильного мавзолея Эрлангеров.
К нему в настоящее время приписан одноименная Церковь Петра и Павла при Московском военном госпитале (госпитале им. Бурденко) в том же Лефортово.

## Архитектура
Храм пятиглавый, кроме того, имеется по одной главе над каждым из приделов. Колокольня с восемью колоколами — шатрового типа, со сквозными просветами. Снаружи имеются три входа. Над западным входом — изображение Казанской иконы Божией Матери, над северным — Печерской иконы Божией Матери с предстоящими преподобными Антонием и Феодосием, над южным — Владимирская икона Божией Матери.
Высота храма вместе с крестами — 38 м.

## Духовенство
- Настоятель храма архимандрит Алексий (Вылажанин)
- Митрополит на покое Ювеналий (Поярков)[2]
- Протоиерей Александр Филимонов.
- Протоиерей Владимир Шевко.
- Иерей Роман Свиденюк.
- Иерей Илья Тягин.
- Протодиакон Александр Моисеенко.
- Протодиакон Николай Султан[3].

## Святыни
- Почаевская икона Божией Матери;
- Икона Божией Матери «Нерушимая стена»
- Ковчег с мощами: частица Животворящего Креста Господня, святые мощи преподобного Исаакия Далматского, преподобного Алипия иконописца, апостола Фомы, мученика Иоанна Воина, великомученика Георгия, святителя Николая, мученика Никиты, преподобного Сергия Радонежского, великомученика Меркурия, великомученика Арефы, священномученика Василия Амасийского, преподобного Нила, благоверного князя Михаила Тверского;
- Икона первоверховных апостолов Петра и Павла;
- Смоленская икона Божией Матери;
- Иверская икона Божией Матери
- Икона Святителя Николая Чудотворца
- Икона Святого Блаженного князя Александра Невского
- Икона Божией Матери «Неопалимая купина»[4]